# Crossed Signals
Crossed Signals (titolo alternativo The Mainline Wreck) è un film statunitense del 1926, diretto da J.P. McGowan.

## Trama
Una banda di falsari imperversa nel Midwest, e gli indizi concorrono a far ritenere che un centro nevralgico dell'attività criminosa sia la cittadina di Middletown. L'agente federale Jack McDermott viene inviato sul posto, con istruzioni dirette al sovrintendente della locale compagnia ferroviaria, T.P. Steele: a McDermott sarebbe stato assegnato, in piena segretezza, un impiego di copertura all'interno della stazione ferroviaria, dal quale avrebbe potuto osservare ogni attività sospetta. Egli inizia quindi la sua missione come facchino addetto alla movimentazione delle merci nella stazione.
Da subito appare che un dipendente della stazione, George Harvey, effettua oscure manovre con la cassaforte, alla quale ha pieno accesso: in effetti sembra prelevare banconote all'interno di essa e sostituirle con altre che ha in suo possesso. La prova del suo coinvolgimento con i malfattori non si materializza che diverso tempo dopo, e dopo numerose traversie: la capostazione Helen Wainwright, che era all'oscuro dell'attività illecita di Harvey, viene accusata di essere parte della banda di falsari, ma nello stesso tempo in Jack McDermott nascono dei sospetti verso Harvey.
L'intrepida Helen in qualche modo scopre la vera identità di Jack, e – travestitasi da maschio – attira Harvey e i suoi complici in un tranello. Dopo alterne vicissitudini, e spalleggiati da Overland Ike, un hobo capitato lì per caso, lei e Jack riescono ad assicurare alla giustizia Harvey e i suoi complici. 

## Produzione
Crossed Signals, girato ai California Studios di Hollywood è stato il settimo di una serie di otto film drammatici con la ferrovia e i treni come argomento; tutti sono stati diretti da J.P. McGowan ed interpretati da sua moglie Helen Holmes, che, dopo le riprese, si è ritirata dalle scene (eccettuato un ruolo minore nel film Poppy, di A. Edward Sutherland, del 1936). La Holmes, peraltro, aveva iniziato la propria fortunata carriera col serial cinematografico The Hazards of Helen, in cui interpretava una avventurosa dipendente delle ferrovie.
La pellicola per l'uscita statunitense constava di 5 rulli per una lunghezza totale di 1316 metri.
Copie della pellicola sono conservate presso il francese "Centre national du cinéma et de l'image animée" e la Biblioteca del Congresso statunitense.

## Distribuzione
Il film, distribuito dalla Rayart Pictures, è uscito nelle sale cinematografiche statunitensi il 28 settembre 1926.
Crossed Signals è uscito in DVD a cura della Grapevine Video nel 2005 (e precedentemente in VHS), corredato di una colonna sonora; e nel 2013 edito dalla Alpha Video ("Helen Holmes, Perils of the Rail"). Il film è visionabile su YouTube.